# Prințesa Caroline de Parma
Carolina deParma (22 noiembrie 1770 – 1 martie 1804) a fost prințesă de Parma prin naștere și prințesă de Saxonia prin căsăstoria cu Prințul Maximilian de Saxonia. Carolina a fost copilul cel mare al lui Ferdinand, Duce de Parma și a soției acestuia, Arhiducesa Maria Amalia de Austria.

## Biografie
Numele de botez a fost Carolina Maria Teresa Giuseppa. A fost numiră după nașii ei, unchiul patern Carol al III-lea al Spaniei și bunica maternă împărăteasa Maria Teresa. 

### Căsătorie și copii
La Parma la 22 aprilie 1792 (prin procură) și din nou la Dresda la 9 mai 1792 (în persoană), Carolina s-a căsătorit cu Prințul Maximilian de Saxonia, al cincilea și cel mai mic fiu al Electorului de Saxonia, Frederic Christian. Carolina și Maxilimian au avut șapte copii:
1. Maria Amalia Friederike Augusta Karolina Ludovica Josepha Aloysia Anna Nepomucena Philippina Vincentia Franziska de Paula Franziska de Chantal (n. Dresda, 10 august 1794 - d. Pillnitz, 18 septembrie 1870), cunoscută drept Amalia.
2. Maria Ferdinanda Amalia Xaveria Theresia Josepha Anna Nepomucena Aloysia Johanna Vincentia Ignatia Dominica Franziska de Paula Franziska de Chantal (n. Dresda, 27 aprilie 1796 - d. Schloss Brandeis, Bohemia, 3 ianuarie 1865), cunoscută drept Maria; s-a căsătorit la 6 mai 1821 cu Ferdinand al III-lea, Mare Duce de Toscana (socrul surorii sale mai mici).
3. Frederick Augustus II Albert Maria Clemens Joseph Vincenz Aloys Nepomuk Johann Baptista Nikolaus Raphael Peter Xavier Franz de Paula Venantius Felix (n. Dresda, 18 mai 1797 - d. Brennbüchel, 9 august 1854), rege al Saxoniei (1836).
4. Klemens Maria Joseph Nepomuk Aloys Vincenz Xavier Franz de Paula Franz de Valois Joachim Benno Philipp Jakob (n. Dresda, 1 mai 1798 - d. Pisa, 4 ianuarie 1822), cunoscut drept Klemens.
5. Maria Anna Carolina Josepha Vincentia Xaveria Nepomucena Franziska de Paula Franziska de Chantal Johanna Antonia Elisabeth Cunigunde Gertrud Leopoldina (n. Dresda, 15 noiembrie 1799 - d. Pisa, 24 martie 1832), cunoscută drept Maria Anna; s-a căsătorit la 16 noiembrie 1817 cu Leopold al II-lea, Mare Duce de Toscana.
6. Johann I Nepomuk Maria Joseph Anton Xaver Vincenz Aloys Franz de Paula Stanislaus Bernhard Paul Felix Damasus (n. Dresda, 12 decembrie 1801 - d. Pillnitz, 29 octombrie 1873), rege al Saxoniei (1854).
7. Maria Josepha Amalia Beatrix Xaveria Vincentia Aloysia Franziska de Paula Franziska de Chantal Anna Apollonia Johanna Nepomucena Walburga Theresia Ambrosia (n. Dresda, 6 decembrie 1803 - d. Aranjuez, 17 mai 1829), cunoscută drept Maria Josepha Amalia; s-a căsătorit la 20 octombrie 1819 cu regele Ferdinand al VII-lea al Spaniei.

Prințesa Carolina a murit de febră la 1 martie 1804 la Dresda. La mai mult de 20 de ani după decesul ei, soțul ei s-a căsătorit cu nepoata ei, Prințesa Maria Luisa Carlota de Parma.